# Luxiaria sesquilinea
Luxiaria sesquilinea là một loài bướm đêm trong họ Geometridae.